# 吉元昭治
𠮷元 昭治（よしもと しょうじ、1928年5月 - ）は、日本の医師・鍼灸師。医学博士。道教学者・中医学者・民俗研究者・文筆家。順天堂大学講師、順天堂大学産婦人科非常勤講師、中日中医薬学院院長、米国カリフォルニア州鍼灸師、西ドイツ鍼アカデミー名誉会員、香港・港九中医師公会名誉会長、間中賞選考委員等を歴任。
東京府東京市神田に生まれる。
産婦人科医だったが40才を過ぎた頃、鍼灸や中医学に有効性を感じ、鍼灸を学び始める。間中賞という賞にもなった鍼灸師の間中喜雄に師事。「人はしばしば坊主を憎み、尼を憎み、回教徒を憎み、キリスト教徒を憎むが、道士は憎まない。この理屈がわかれば中国のことは大半わかる。」という魯迅の言葉を𠮷元昭治氏は引用、解訳し、「中国で生まれた中医学を理解する為にはその医学が生まれた背景を知る必要がある。道教の根端たる考えには不老不死があるが、不老不死になる為の方法を得る前に死んでしまわないように道教徒は長命長寿の方法を生み出した。それが道教医学であり、中医学はそこから始まった。故に道教を知らずに中医学は理解出来ない。」との理念の元、医学的視点から道教を分析した研究を発表する。

## 略歴
※略歴情報は道教と医学-論文集の略称より引用
- 1928年5月  東京・神田生まれ。
- 1950年3月　順天堂医学専門学校（現順天堂大学医学部）卒業。
- 1950年4月　国立東京第一病院実地修練。
- 1951年4月　順天堂大学医学部產婦人科学教室に入局
- 1955年　医学博士。
- 1956年　順天堂大学講師。
- 1962年　順天堂大学医学部產婦人科学教室を退局。
- 1963年、東京都小平市に𠮷元病院（産婦人科、外科）を開業。
- 1977年　𠮷元病院 を𠮷元医院に改名する。
- 1985年7月　順天堂浦安病院 產婦人科（漢方鍼灸外来）勤務
- 1999年3月　順天堂浦安病院 產婦人科（漢方鍼灸外来）退職

## 誤字
𠮷元という苗字は間違えられやすく、インターネットや論文の参考文献の著者名において誤字が目立つ。下が短い「吉」との混在、正しくは下が長い「𠮷」。モトを「本」と書く間違い、正しくは「元」。
なお、一般表記として下が短い「吉元」で登録されている場合もある。

## 論文
- 学位論文-抗Candida剤に関する実験的並びに臨床的研究 日本産科婦人科学会雑誌、7（5）：551～598、昭和30年

## 著書
※道教と医学-論文集　𠮷元昭治　2020.00 たにぐち書店の第3冊付録-業績集の著書一覧より参照
※エッセイを投稿した著書については割愛

### 1980年代
- 道教-第2巻　𠮷元昭治　共著　1983.4 平河出版
- 足の反射療法　 𠮷元昭治共訳　1984.3医道の日本（19版）
- 薬について-牧尾良海博士領寿記念論集 𠮷元昭治共	1984.6山喜房
- 家庭療法事典	𠮷元昭治共	1984.7潮文社
- 脚底指圧法　(足の反射療法教本の台湾版)𠮷元昭治 1986.[10]
- 健康生活叢書-脚底按摩健康法　𠮷元昭治　台湾版　1986. 建?出版社 [11]
- 足の反射療法-実技篇 𠮷元昭治共		1986.6医道の日本（9版）
- ラープ博士の体操療法	𠮷元昭治共		1987.5医道の日本
- 道教と不老長寿の医学	𠮷元昭治1989.1

平河出版
- 図説顔面診治法　李家雄著/𠮷元昭治訳　1989.8谷口書店（6版）
- 足のウラから病気を治す　𠮷元昭治1989.11健友館
- 耳と体のツボ療法	𠮷元昭治共訳　1989.11

谷口書店

### 1990年代
- 鍼灸医家のための鍼灸療法	𠮷元昭治1990.5

医道の日本
- 経脈操　李家雄著/𠮷元昭治訳	　1990.7谷口書店[12]
- 台湾寺廟薬籤研究	𠮷元昭治(道教と不老長寿の医学1989.1平河出版の中国語版）	1991.1武陵出版
- 牧尾良海博士喜寿記念論集	𠮷元昭治　共著1991.3図書刊行会
- 道教와科学	（韓国語版）1991.12比峰出版（韓国）
- 道教与中医学（道教第2巻）	共（中国語版）1992.1上海古籍出版（中国）
- 道教와不老長寿医学	（韓国語版）1992.2オープン・ブックス（韓国）
- 中国の霊籤・薬籤集成	酒井忠夫・今井字三郎・𠮷元昭治　共著	1992.3風響社[13]
- 道教与不老長寿医学（中国語版）1992.9四川出版（中国）
- 顔面望診法　李家雄著/𠮷元昭治訳	1993. 1

鼎談社（韓国）
- この病気にこの刺激	𠮷元昭治1993. 4法研
- 養生外史-日本篇 𠮷元昭治1994.10 医道の日本
- 道教事典		𠮷元昭治　共	1994.3平河出版
- 養生外史-中国篇 𠮷元昭治1994. 6

医道の日本
- 足の裏刺激健康法	𠮷元昭治　1994.11	実業之日本出版社
- 今だから使える不老長寿と100の智恵-道教養生訓-食飲性の掟とは　𠮷元昭治1995.6ベストセラーズ社
- 中国養生外史　（「養生外史-中国篇 1994. 6

医道の日本」中国語版）𠮷元昭治1996.1武陵出版（台湾）
- 中国名医案内　𠮷元昭治　監訳1996.1河出書房
- 方薬合編　𠮷元昭治　共	1996.1谷口書店
- 局所診断治療学　𠮷元昭治1996.3エンタプライズ社
- 顔相診断法　李家雄著/𠮷元昭治　監修1996.3谷口書店
- マ	ルチハンドブック　𠮷元昭治監修1996.4医道の日本
- 長生不老100招-活用本書・長命百歳（今だから使える不老長寿と100の智恵-道教養生訓-食飲性の掟とは　1995.6の中国語版）𠮷元昭治1997.5暖流出版（台湾）
- 台湾寺廟薬籤研究　𠮷元昭治（中国語版）1997.7武陵出版（台湾）
- 脚底図解、脚底指圧法 𠮷元昭治（中国語版）1997.11武陵出版（台湾）
- 발의 반사 요법（足の反射療法の韓国語版)𠮷元昭治1998.11 ラブライン社（韓国の出版社）
- 不老長寿への旅　𠮷元昭治　1998.12集英社
- 変弱　𠮷元昭治1999.9医道の日本[14]

### 2000年代
- 図解リフレクソロジー・マニュアル　𠮷元昭治　共	2001.10医道の日本
- 講座道教-Ⅴ 𠮷元昭治　共	2001.2 雄山閣
- 道教と不老長寿の医学 𠮷元昭治　2001.2 平河出版（改訂版）
- 漢方名医マップ　𠮷元昭治　2001.5源草社
- 日本伝説紀行ガイド　𠮷元昭治　2001.7勉誠出版
- 東洋医学の本　𠮷元昭治共	2001.8学習社
- 日本全国神話伝説道指南　𠮷元昭治　2003.10 勉誠出版[15]
- まんが漢方入門（中国語→訳）𠮷元昭治訳2003.10勉誠出版
- 中国の暮しと文化　𠮷元昭治訳　2004.4医道の日本
- 中国の暮しと文化を知るための40章　𠮷元昭治(分担執筆)2005 明石書店
- 五〇代からの健康　𠮷元昭治　共	2005.3明石書院
- 日本神話伝説伝承地紀行　𠮷元昭治2005.3勉誠出版
- 健康なからだの基礎　𠮷元昭治2005. 7勉誠出版
- 足からカラダをなおす本　𠮷元昭治共	2006. 4市村出版
- 北京探訪　𠮷元昭治共	2006.11枻出版
- 日本全国神話伝説の旅　𠮷元昭治　共	2009.2愛育社
- 笑う門 𠮷元昭治2009.4勉誠出版[16]

### 2010年代
- 落語・笑う門 𠮷元昭治2010 勉誠出版[17]
- 老荘とその周辺 𠮷元昭治　2011.8 医道の日本[18]
- 老荘とその周辺 𠮷元昭治　2011 たにぐち書店[18]
- 鍼灸雑記　𠮷元昭治　2011.8 医道の日本
- 医道の日本 Vol.72 No.12-治療家の人生を変える！ 座右の一冊 2013.12 𠮷元昭治　共著　医道の日本社[19]
- 日本の神話・伝説を歩く𠮷元昭治　2014.8勉誠出版
- 内経・神農本草経分析　𠮷元昭治　2016.7医聖社
- 中・近世の傑人の医学　𠮷元昭治　2017.8 医聖社
- チャクラ・丹田・奇経八脈と禅　𠮷元昭治2018.3 医聖社
- 図説-道教医学 𠮷元昭治　2018.8 勉誠出版
- 高野長英と蘭医学 𠮷元昭治　2018.11 医聖社[20]
- 養生外史-中国篇（医道の日本社の復刻版）𠮷元昭治2019.10 たにぐち書店
- 養生外史-日本篇（医道の日本社の復刻版） 𠮷元昭治2019.10 たにぐち書店
- 浮世絵・名所図会で楽しむ伊勢屋と犬の伊勢参り　𠮷元昭治　2019.12 勉誠出版

### 2020年代
- 不老長寿への旅 : ニッポン神仙伝 𠮷元昭治　2020.2 たにぐち書店
- 道教と医学-論文集　𠮷元昭治　2020.00 たにぐち書店→3冊1箱、1巻、2巻が本文、3巻が本文資料編+𠮷元昭治の論文・著書・寄稿文リスト[21]

### 刊行予定
- 達磨さんが転んだ　𠮷元昭治　山川記念文化財団[22]
- 忘れかけた言葉　𠮷元昭治　山川記念文化財団[22]

### 刊行日時不明
足反射序疗法 (「足の反射療法1984.3医道の日本」の中国語版) 𠮷元昭治　中国医??技出版社

### 私家本
- 変弱　𠮷元昭治　1999[24]
- 業績集　𠮷元昭治　1999.9 私費出版→ 道教と医学-論文集　𠮷元昭治　2020.00 たにぐち書店3冊1箱の第3冊にて付録として収蔵
- 道蔵等医学関係経典索引[25]
- 道蔵等中国医学関係経典索引 𠮷元昭治2013.9 勉誠出版（私費出版）[26]→ 図説-道教医学-東洋思想の淵源を学ぶ2018.9 𠮷元昭治　勉誠出版　にて付録として収蔵

## 𠮷元の著書の書評

### 道教と不老長寿の医学
- 日本道敎學會　東方宗教 = The Journal of eastern religions 74号　吉元昭治「道教と不老長寿の医学」　村上嘉實　p59～64[27]

### 不老長寿への旅
- 日本医史学会  日本医史学雑誌 = Journal of the Japanese Society for the History of Medicine 45(3)(1495)吉元昭治著『不老長寿への旅 ニッポン神仙伝』新村拓p478～479[28]

### 中国の霊籤・薬籤集成
- 日本道敎學會　東方宗教 = The Journal of eastern religions 81号「中国の霊籤・薬籤集成」酒井忠夫,今井宇三郎,吉元昭治編　宮川尚志　p51～54[29]
- 日本医史学会 日本医史学雑誌 = Journal of the Japanese Society for the History of Medicine 41 (3), 439-440, 1995-09-20 酒井忠夫・今井宇三郎・吉元昭治編 「中国の霊籤・薬籤集成」を読んで　難波恒雄 [30]

### 日本全國神話傳説道指南
- 日本道敎學會　東方宗教 = The Journal of eastern religions 103号　2004.5 書評・新刊紹介 吉元昭治著『日本全國神話傳説道指南』宮川尚志　p.106～110[31]
- 日本医史学会  日本医史学雑誌 = Journal of the Japanese Society for the History of Medicine 50巻2号(通号1514) 2004年6月　書籍紹介 吉元昭治『日本全国神話伝説道指南』奥沢康正p.329～331[32]

### 図説道教医学
- 日本道敎學會　東方宗教 = The Journal of eastern religions 136号 2021年8月　書評・新刊紹介 吉元昭治著『圖說 道敎醫學 : 東洋思想の淵源を學ぶ』書評:池內早紀子　p.61-68[33]
- 日本医史学会  日本医史学雑誌 = Journal of the Japanese Society for the History of Medicine 65巻3号(通号1575) 2019年9月　書評 吉元昭治著『図説 道教医学 : 東洋思想の淵源を学ぶ』p.395-397書評:横井裕[34] [35]